# Geschiedenis van Graubünden

Wapen van Graubünden

Dit artikel gaat over de Geschiedenis van het kanton Graubünden.

## Van de vroegste geschiedenis tot de vroege middeleeuwen
In het gebied dat tegenwoordig het kanton Graubünden wordt genaamd, zijn sporen gevonden van menselijke bewoning in het neolithicum. De meeste nederzettingen waren gevestigd in de dalen en valleien, meestal in de buurt van een rivier. In de omgeving van Chur zijn resten van boerennederzettingen gevonden uit de steentijd, hetgeen aangeeft dat er reeds vroeg sprake is van vormen van landbouw in Graubünden.
Tijdens de bronstijd neemt het aantal nederzettingen toe, ook gaan meer mensen zich vestigen in hoger gelegen gebieden. In Tamins is een grafveld met urnen aangetroffen. In 100 v.Chr. zijn alle Alpenvalleien- en dalen bewoond. De Alpengebieden, waaronder Graubünden (Raetië) werden door het volk de Rhätien bewoond. In 15 v.Chr. werd het gebied dat we nu het kanton Graubünden noemen door de Romeinen veroverd. De Romeinen legden de Septimerpas aan, die belangrijk werd voor de verbinding tussen noord en zuid. In de periode 20-40 na Christus begonnen de Romeinen aan de bestuurlijke indeling. Het noorden van Graubünden werd de provincie Praefectus Raetis Vindolicis Vallis Poeninae et levis armanturae, dat ook het huidige kanton Wallis en grote stukken Alpenland besloeg, alsmede stukken van Beieren. Het zuiden van Graubünden kwam aan Italië. Bregenz (Brigantium) en Chur (Curia) werden voorname subprovincies. 

### Kerstening
In de 3e eeuw werd er een rijkshervorming doorgevoerd en werd Graubünden door een dux (= hertog) bestuurd. Omstreeks deze tijd trok de heilige Lucius door de Alpen en bekeerde velen tot het christendom. In Chur, Bonaduz en Schiers zijn vroeg-christelijke kerkhoven, gedenkplaatsen en kerken gevonden. In 451 werd de eerste bisschop van Chur gewijd. Het bisdom Chur werd het eerste bisdom ten noorden van de Alpen.
In 490 kwam het gebied aan de Ostrogoten, in 536 aan het Frankische Rijk. Bisschop Tello die in de 8e eeuw als geestelijke, maar ook als wereldlijk leider (preses) regeerde, legde de grondslag voor het gecombineerde geestelijk/wereldlijk prinsbisdom Chur. In de 7e en 8e eeuw werden de vrouwenkloosters Cazis, Mistail en Schänis gesticht. In de 8e eeuw ontstonden ook de mannenkloosters: de abdij van Disentis en Pfäfers. In de 9e eeuw en daarna ontstonden nog veel meer kloosters.
In 843 kwam Raetië, overeenkomstig het Verdrag van Verdun, aan het Heilige Roomse Rijk. De macht van de bisschoppen over Chur bleef gehandhaafd, maar rest van Raetië (dux Raetianorum) werd direct bestuurd, maar later indirect, door de hertog van Zwaben (913).  
In de loop van de middeleeuwen groeide de macht van de abt van de abdij van Disentis. Naast de abt van Disentis, de bisschop van Chur en de hertog van Zwaben regeerden tal van feodale heren en bisschoppen over de rest van Graubünden.

## Middeleeuwen

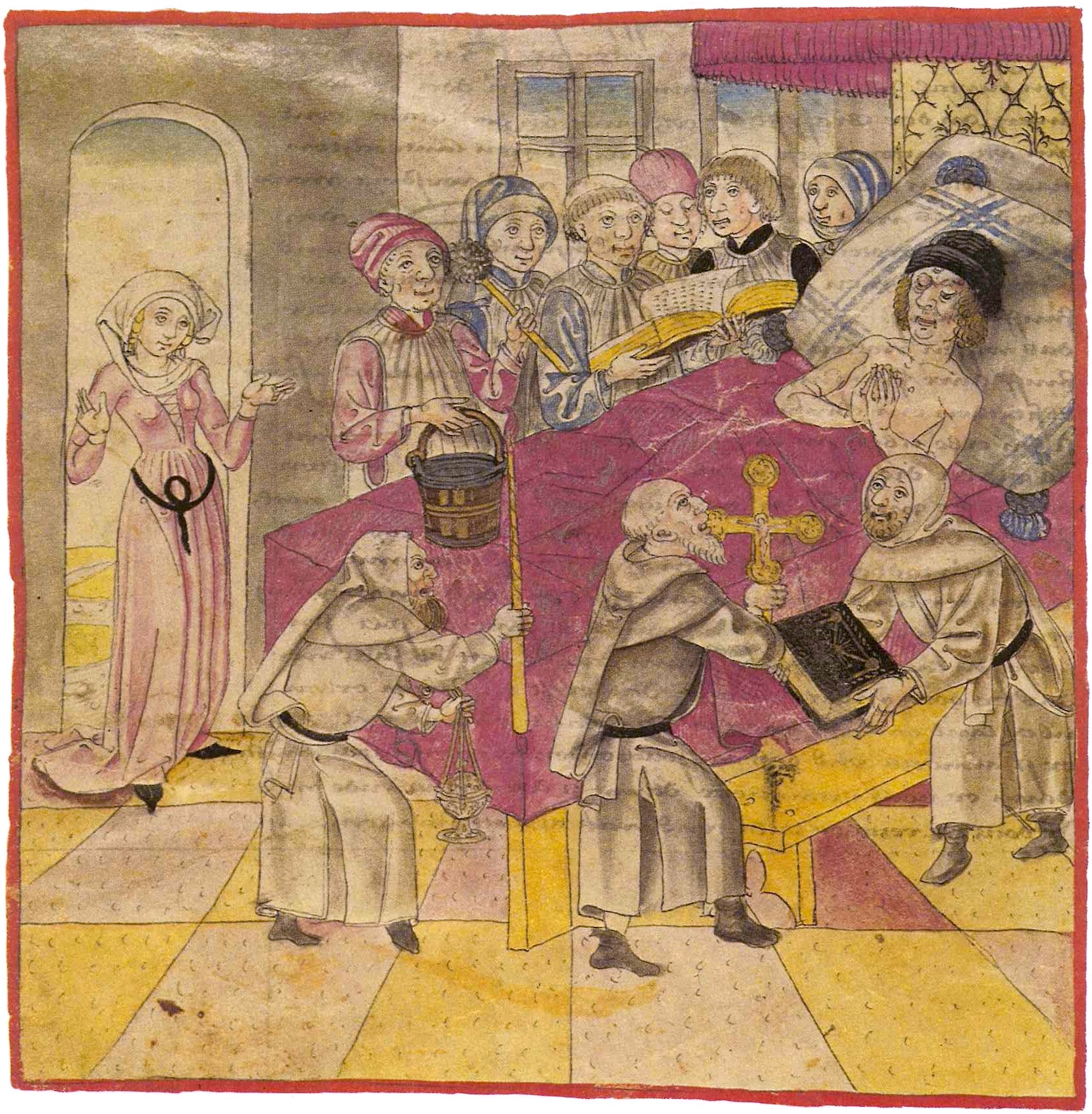
Graaf Friedrich VII van Toggenburg op zijn sterfbed in 1436

In de middeleeuwen begon de afkoop van de herenrechten en werd de bevolking soeverein. Toen de bisschop van Chur onder Habsburgse invloed dreigde te komen, vormden de stad Chur, het domkapittel en de boeren uit de omliggende dalen in 1367 de Gotteshausbund ("Bond van Gods Huis"). Onder soortgelijke omstandigheden ontstond in 1395 de Grauer Bund ("Grauwe Bond") in het westen in het bisdom Disentis. 
In 1436 overleed graaf Frederik VII van Toggenburg. Hij liet geen erfgenamen na. De tien districten die in Noord-Raetië door baljuws van de graaf werden bestuurd waren bang in handen te vallen van andere landsheren en daarbij hun eigen recht te verliezen sloten zich in 1436 daarom aaneen tot de Zehngerichtenbund ("Bond van de Tien Rechtsgebieden"). Acht van de tien districten sloten in 1437 een verbond met de Gotteshausbund. De nieuwe landsheren van de tien districten zagen zich genoodzaakt de juridische en politieke autonomie van de districten te handhaven. In 1450 sloten de drie bonden zich aaneen als de Drei Bünde en namen eenzelfde bestuursvorm aan. Als hoogste bestuur koos men een gezamenlijke Bundstag ("Bondsdag") waarin leden van de Gerichtsgemeinden van de drie kantons samenkwamen. Deze samenwerking moet worden gezien in het licht van de groeiende macht van het Huis Habsburg, die delen van de Zehngerichtenbund erfde.

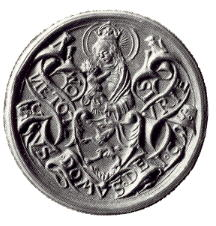
Zegel van de Gotteshausbund

In 1497 sloot de Grauer Bund zich aan bij het Zwitserse Eedgenootschap, in 1498 volgde de Gotteshausbund en in 1567 de Zehngerichtenbund. In 1499 versloeg de Drei Bünde als onderdeel van het Eedgenootschap de Habsburgers bij Calven Gorge en Dornach. De drie bonden namen aan de zijde van het Eedgenootschap deel aan de oorlogen tegen Italië en werden beloond met de Italiaanse landschappen Bormio, Valtellina en Chiavenna (1512). In 1524 creëerden de drie bonden een gezamenlijke grondwet waarin werd bepaald dat de drie bonden een losse statenbond zijn.

## Van de Reformatie tot de Franse tijd

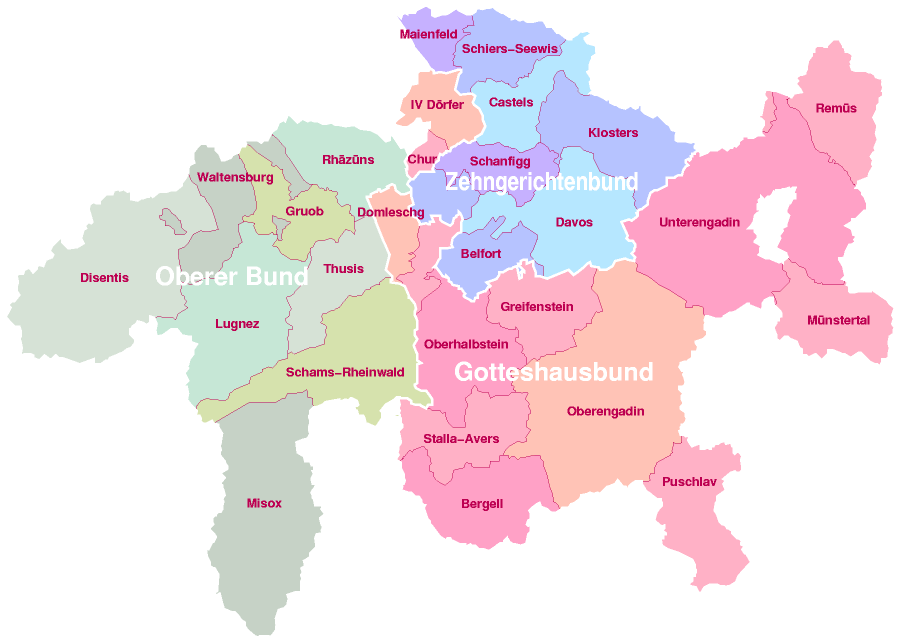
Kaart van de Drei Bunde

Tijdens de Reformatietijd werden de Gotteshausbund en de Zehngerichtenbund werden overwegend protestants, terwijl de Grauer Bund grotendeels rooms-katholiek bleef. Chur werd het centrum van protestantisme in Graubünden. Stadspastoor Johannes Comander verbreidde tussen 1523 en 1527 het protestantisme. In 1526 werd de macht van de bisschop van Chur gebroken. Tussen de drie bonden onderling was er sprake van heftige vervolgingen van protestanten en rooms-katholieken. 
Tijdens de Dertigjarige Oorlog (1618-1648) raakte Graubünden betrokken bij de grote Europese conflicten. In een langdurige oorlog bekend als de Bündner Wirren veroverden Oostenrijk en Spanje de graafschappen Bormio, Valtellina en Chiavenna, waardoorheen de belangrijkste verbindingswegen tussen Oostenrijk en de in Italië gelegen Spaanse bezittingen liepen. Frankrijk en Venetië waren hiertegen. In 1620 bezette Spanje met de hulp van de rooms-katholieke Grisons Valtellina. De kantons Bern en Zürich, die protestants waren, waren hier fel op tegen en stuurden steun aan dominee Jürg Jenatsch, de leider van de protestanten. Jenatsch leidde een guerrillaoorlog tegen de Spanjaarden en Oostenrijkers. In 1635 veroverden Zwitserse troepen in Franse dienst, waaronder Jenatsch, Valtellina. Graubünden kreeg nu een Franse gouverneur. Jenatsch ging daarop over tot het katholicisme om met steun van de katholieke mogendheden, Spanje en Oostenrijk, de Franse overheersers te verdrijven. Dit lukte in 1637. De soevereiniteit van Graubünden was nu bijna een feit, in 1652 gingen de laatste rechten van Oostenrijk door verkoop over aan Graubünden.

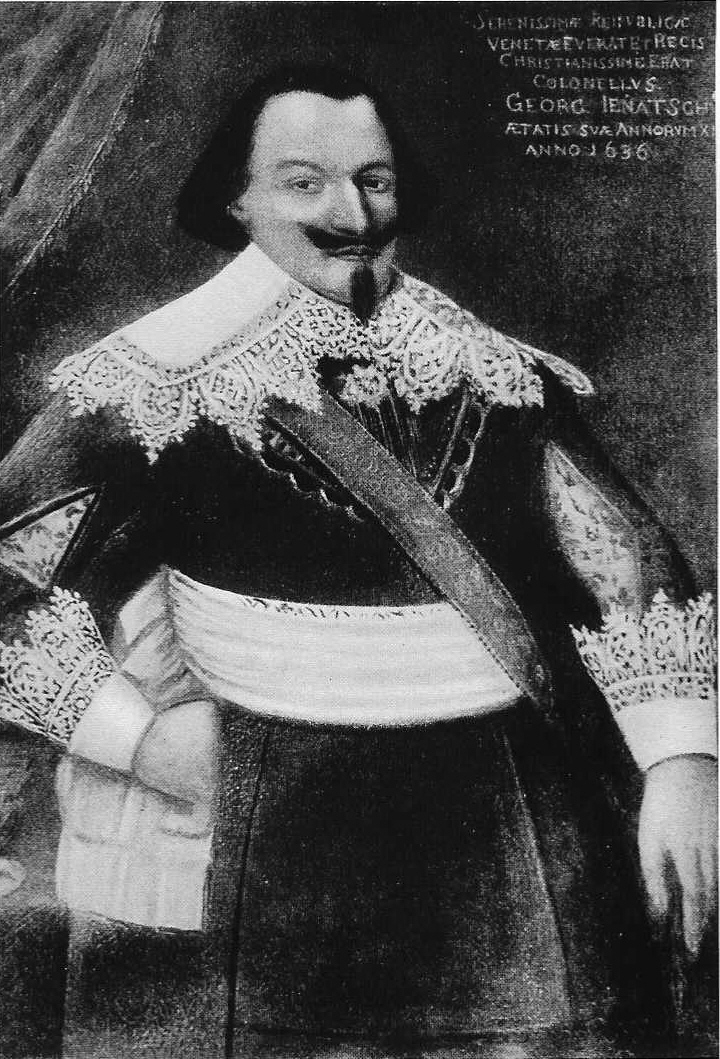
Jürg Jenatsch

In de 18e eeuw duurden de onderlinge godsdiensttwisten voort. De macht van de patriciërs nam toe en de politieke macht kwam steeds meer in handen van de elite te liggen. De opkomende middenklasse bleek enigszins vatbaar voor de ideeën van de Verlichting.

## Franse tijd
In 1797 werd Zwitserland, en daarmee ook de Drei Bunden, veroverd door revolutionaire Franse troepen. De bundespräsident van de Gotteshausbund, Johann Baptista von Tscharner II, de Landsrichter van de Grauer Bund, Christoph Ulrich Fidel von Toggenburg en de Bundeslandammann van de Zehngerichtenbund, Johann Anton Jenatsch II, werden afgezet en vervangen door hervormingsgezinden. Op 10 oktober 1797 kwamen de inwoners van Valtellina in opstand en scheidden zich af van de Drei Bünde. Valtellina en de andere in 1512 verworven gebieden kozen voor aansluiting bij Cisalpijnse Republiek. Op 14 maart 1799 werd er een voorlopig centraal bestuur (onder Johann Jakob Bavier, later onder Anton von Salis) voor de Drei Bunde opgericht, later kwam er een centraal bestuur. Op 21 april 1799 werd Graubünden opgenomen in de Helvetische Republiek, de gecentraliseerde Zwitserse eenheidsstaat. Anna Maria Bühler speelde in die tijd ook een belangrijke rol in de strijd tegen de Franse troepen. Graubünden (Drei Bünden) kreeg de naam kanton Rätien, maar bezat geen autonomie. Van 15 juli 1800 tot 25 december 1800 werd het kanton Rätien tijdelijk verdeeld in een Oostenrijkse en Franse sector, alvorens het in 1801 weer aan de Helvetische Republiek kwam. Rätien werd bestuurd door een Regierungsstatthalter (Gaudenz von Planta, Georg Gengel). 
In 1802 vertrok het Franse leger - tijdelijk - uit de Helvetische Republiek en begon er een restauratief proces. In 1803 verstrekte Napoleon Bonaparte de Mediationsakte waarin de autonomie van de kantons werd hersteld. De Gotteshausbund, Grauer Bund en de Zehngerichtenbund herleefden, maar slechts voor korte duur. Op 10 maart 1803 gingen de Drei Bunde op in het nieuw gevormde kanton Graubünden. Vincenz von Salis-Sils werd de eerste president van de Kleine Raad. In 1813 kwam er een einde aan de Franse tijd, toen de laatste Franse legers Graubünden verlieten. In januari 1814 probeerden aristocraten, gesteund door andere groeperingen de macht te grijpen, maar dit mislukte. De zgn. "Oudrepublikeinse regering" (gematigde conservatieven) bleven aan de macht. Bij het Congres van Wenen werd definitief besloten dat Valtellina en de andere gebieden die Graubünden in 1797 moest afstaan, definitief bij het Koninkrijk Lombardije-Venetië bleven.

## Liberalen en Communalisten
In de jaren 20 en 30 van de 19e eeuw werden er gematigd liberale groepen gesticht. Zij streefden niet alleen naar liberale hervorming, maar ook naar een sterker centraal gezag. Daartegenover stonden de communalisten, die voorstanders waren van de in Graubünden traditioneel sterke gemeentelijke autonomie. De communalisten waren grote tegenstanders van grote centrale macht, zij bepleiten staatsminimalisme. Omdat katholieke en protestantse communalisten beiden hetzelfde naastreefden, sloten zij de handen ineen. Er kwam een interconfessionele partij tot stand. In Chur bleek het liberalisme het sterktst. Vertegenwoordigers van het liberalisme waren Anton Versell, Florian Gengel en Carl Hilty. De communalisten, later federalisten en interconfessionalisten genaamd hadden Hermann Jakob Ulysses Sprecher en Placidus Plattner als leiders.
In het tweede kwart van de negentiende eeuw was de Katholieke Liberale Partij vrij machtig, maar zij werd uitgeschakeld door de Federalistische-Conservatieve Partij van Hermann Jakob Ulysses Sprecher en Remigius Peterelli. 
In 1891 werd de Vrijzinnige Partij (Later deel van de Vrijzinnige-Democratische Partij) onder Felix Calonder gesticht. De Radicaal-Democratische Vereniging van Chur (de enige linkse groepering van belang) ging in de Vrijzinnige Partij op. In 1903 ontstond de Conservatief-Democratische Partij (later deel van de Christendemocratische Volkspartij) die bijna geheel katholiek was, maar ook een invloedrijk Gereformeerde vleugel had onder Sprecher. In 1906 ontstond de Socialistische Partij (onderdeel van de Socialistische Partij) onder Arthur Gamser die zich naast op het proletariaat ook op de kleine burgers in de steden richtte, en in 1919 de links-liberale Democratische Partij. Naast als deze partijen bestond er ook nog een Federalistisch-Democratische Partij. 

## 1919 – heden
Na 1919 sloten de conservatief-democraten en de vrijzinnigen een verbond om de democraten en de socialisten tegen te werken. De democraten en socialisten vielen uit tegen het grootkapitalisme van de vrijzinnigen en conservatieven en hun onwil de macht te willen delen. Ondanks dit, ging het grootste deel van de Democratische Partij in de jaren 30 op in de Vrijzinnige Partij. De partij werd nu Vrijzinnige-Democratische Partij (FDP) genoemd. De conservatieven hadden hier blijkbaar geen enkel probleem mee. Tijdens de crisisjaren groeide de onvrede over de politiek en de leiding van het kanton. Een deel van de conservatieven scheidde zich af en ging onder de naam Christen-Sociale Partij een eigen leven leidden. Zij hadden oog voor de noden van het volk. Toen de crisis aan het begin van de jaren 40 de crisis over was, voegde de Christen-Sociale Partij zich in 1942 bij de Conservatieve Volkspartij (KVP, later CDVP).
In de jaren 80 werd het vrouwenkiesrecht - reeds in 1972 op landelijk niveau - ingevoerd. Sinds de jaren 70 maakt de Democratische Partij deel uit van de Zwitserse Volkspartij. De in 1892 aangenomen grondwet van het kanton werd in 2003 vervangen door een nieuwe. 